# Karhunsaaret
Karhunsaaret är en ö i Finland. Den ligger i sjön Onkimaanjärvi och i kommunen Högfors i den ekonomiska regionen  Helsingfors  och landskapet Nyland, i den södra delen av landet, 70 km nordväst om huvudstaden Helsingfors. Öns area är 0,2 hektar och dess största längd är 50 meter i öst-västlig riktning.  Notera att namnet antyder att det är fråga om flera öar.